# Azuragrion vansomereni
Azuragrion vansomereni – gatunek ważki z rodziny łątkowatych (Coenagrionidae).